# ميلانيزا
مِلَنِيزة أو (نقحرة: ميلانيزا) (بالإسبانية: Milanesa)‏ أو لحم عجل ميلانيزي (بالإيطالية: cotoletta alla milanese)‏ هو طبق شعبي في إيطاليا، وهو واحد من الأطباق التي تشتهر بها ميلانو وريزوتو وكذلك بانيتون.
عموما، فالطبق يتكون بشكل أساسي من كستلانة لحم العجل على الرغم من الاختلاف في الدجاج بين مجموعة من الدول فهو يحظى بشعبية كبيرة في الولايات المتحدة وغيرها من البلدان الناطقة باللغة الإنجليزية حيث يحمل اسم الدجاج على الطريقة الإيطالية (بالإيطالية: pollo alla milanese)‏.

## إعداد
الوصفات التقليدية لهذه الأكلة تستعمل كستلاتة لحم العجل مع «الكوطليط» التي تذهن وتلقى في الزبدة، ثم تسكب فوق الكستلاتة لفترة زمنية محددة مع مراعاة درجة حرارة الفرن قبل أن تقدم كطبق جاهز.
الاختلافات الحديثة بين هذه الأكلة تميل إلى أن تكون بالخصوص في الكوطليط مع الكستلاتة حيث تضاف إليها في كثير من الأحيان عصير الليمون الذي يحل محل مقبلات الزبدة (خاصة في بعض المناطق من دولة إيطاليا) كما أن هناك اختلافات من ناحية حجم قطع اللحم والعظم فهناك من يقوم بصنع ملنيزة كبيرة نوعا ما (مكونة من قطع لحم كبيرة) وهناك آخرون يفضلون الملنيزة المجزءة أو المكونة من قطع لحمية صغيرة.
عموما، فطريقة صنع الملنيزة متفق عليها، لكن بعض المطابخ تفضل إضافة مواد أخرى وهناك مطابخ أخرى تفضل التعديل في مكونات الوجبة على غرار تغيير نوعية اللحم، فهناك من يستعمل لحم العجل وهناك من يستعمل لحم البقر وما إلى ذلك، كما أن هناك من يراعي الأمور الدينية؛ حيث أن المسلمين مثلا لا يقومون بتناول الملنيزة المصنوعة من لحم الخنزير لأن ذلك حرام حسب ما ورد في شريعتهم.

## التاريخ
تعود هذه الأكلة لميلان، حيث أن هذا الطبق ظهر على الأقل سنة 1134، وذلك بعدما تم ذكره في مأدبة لكانون ميلان سانت أمبروجيو. كما أن هناك أدلة أخرى تعود إلى حوالي القرن 1 قبل الميلاد مشيرة إلى أن الرومان استمتعوا بمأكولات من شرائح رقيقة من اللحم والتي كانت مخبوز ومقلية على شاكلة ملنيزة.